# Денис Прокопенко
Денис Генадијович Прокопенко (укр. Денис Геннадійович Прокопенко; 20. јун 1991) јесте потпуковник Националне гарде Украјине и командант неонацистичког пука Азов. Проглашен је Херојем Украјине током битке за Маријупољ 2022. године као командант одбране града.

## Младост
Рођен је 20. јуна 1991. године. Пореклом је Карел. Његов деда се борио на финској страни у Зимском рату против Совјетског Савеза. Дипломирао је на Одсеку за германску филологију на Кијевском националном лингвистичком универзитету, где је стекао диплому предавача енглеског језика. Пре почетка рата у Украјини 2014. године био је навијач Динама из Кијева.

## Војна каријера

### Рат у Донбасу
Од 2014. године учествовао је у рату у Донбасу, командовао је водом и четом батаљона Азов. У септембру 2017. године постављен је за команданта Одреда специјалних снага батаљона Азов.
На Дан независности Украјине 24. августа 2019. године, председник Володимир Зеленски је одликовао Прокопенка Орденом Богдана Хмељницког III степена.

### Инвазија Русије на Украјину
Током инвазије Русије на Украјину и битке за Маријупољ, Прокопенко је, као командант пука Азова, командовао одбраном града Маријупоља. Председник Володимир Зеленски је 19. марта 2022. године доделио звање Хероја Украјине Денису Прокопенку због заслуга у бици за Маријупољ. Чеченски лидер Рамзан Кадиров најавио је награду од пола милиона долара у име председника Русије Владимира Путина за онога ко донесе Прокопенкову главу или друге доказе да је убио команданта Азова. Током битке за Маријупољ, унапређен је у чин потпуковника.
Предао се руским снагама 20. маја 2022. године и од тада се налазио у заробљеништву до размене заробљеника у септембру. Након размене је пребачен у Турску где ће морати да остане до краја рата. Дана 8. јула 2023. године се вратио у Украјину.